# Mike Bitten
Michael "Mike" Bitten, född 2 juni 1962, är en kanadensisk före detta badmintonspelare som tävlade vid de olympiska sommarspelen 1992. Han ställde upp i dubbel, tillsammans med Bryan Blanshard. Bitten har också tävlat i Samväldesspelen för 1986, 1990 och 1994.
Han är alternativt varit gift med Doris Piché och de två har minst två barn Sam Bitten och Will Bitten.